# Afghanistan aux Jeux olympiques d'été de 2020
L'Afghanistan participe aux Jeux olympiques d'été de 2020 à Tokyo. Il s'agit de sa 15e participation aux Jeux d'été.
Trois réfugiés afghans vont également concourir au sein de l'équipe olympique des réfugiés : 
Abdullah Sediqi (taekwondo), Masomah Ali Zada (cyclisme) et Nigara Shaheen (judo).

## Athlètes engagés
| Sport      | Hommes | Femmes | Total |
| ---------- | ------ | ------ | ----- |
| Athlétisme | 1      | 1      | 2     |
| Natation   | 1      | 0      | 1     |
| Taekwondo  | 1      | 0      | 1     |
| Tir        | 1      | 0      | 1     |
| Total      | 4      | 1      | 5     |

## Résultats

### Athlétisme
L'Afghanistan bénéficie de deux places attribuées au nom de l'universalité des Jeux.
| Athlète               | Épreuve        | Tour préliminaire | Tour préliminaire | 1er tour | 1er tour | Demi-finale | Demi-finale | Finale   | Finale   |
| Athlète               | Épreuve        | Temps             | Rang              | Temps    | Rang     | Temps       | Rang        | Temps    | Rang     |
| --------------------- | -------------- | ----------------- | ----------------- | -------- | -------- | ----------- | ----------- | -------- | -------- |
| Sha Mahmood Noor Zahi | 100 m masculin | 11 s 4            | 7e                | Éliminé  | Éliminé  | Éliminé     | Éliminé     | Éliminé  | Éliminé  |
| Kimia Yousofi         | 100 m féminin  | 13 s 29 NR        | 7e                | Éliminée | Éliminée | Éliminée    | Éliminée    | Éliminée | Éliminée |

### Natation
L'Afghanistan bénéficie d'une place attribuée au nom de l'universalité des Jeux.
| Athlète      | Épreuve                  | Série   | Série | Demi-finale | Demi-finale | Finale  | Finale  |
| Athlète      | Épreuve                  | Temps   | Rang  | Temps       | Rang        | Temps   | Rang    |
| ------------ | ------------------------ | ------- | ----- | ----------- | ----------- | ------- | ------- |
| Fahim Anwari | 50 m nage libre masculin | 27 s 67 | 69e   | Éliminé     | Éliminé     | Éliminé | Éliminé |

### Taekwondo
Farzad Mansouri a reçu une invitation tri-partite pour concourir aux jeux. 
| Athlète         | Compétition          | Huitièmes de finale      | Quarts de finale    | Demi-finale         | Repêchage           | Finale / MB         | Rang    |
| Athlète         | Compétition          | Adversaire Résultat      | Adversaire Résultat | Adversaire Résultat | Adversaire Résultat | Adversaire Résultat | Rang    |
| --------------- | -------------------- | ------------------------ | ------------------- | ------------------- | ------------------- | ------------------- | ------- |
| Farzad Mansouri | Plus de 80 kg hommes | In Kyo-don Défaite 12-13 | Éliminé             | Éliminé             | Éliminé             | Éliminé             | Éliminé |

### Tir
En mai 2021, le tireur Mahdi Shojaei bénéficie d'une invitation tri-partite de la part de l’ISSF.
| Athlète       | Compétition                  | Qualification | Qualification | Finale  | Finale  |
| Athlète       | Compétition                  | Points        | Rang          | Points  | Rang    |
| ------------- | ---------------------------- | ------------- | ------------- | ------- | ------- |
| Mahdi Shojaei | Carabine à air comprimé 10 m | 601,4         | 47e           | Éliminé | Éliminé |